# Notre-Dame-de-Bonne-Nouvelle
Notre-Dame-de-Bonne-Nouvelle är en kyrkobyggnad i Paris andra arrondissement. Kyrkan, som är belägen vid Rue de la Lune, uppfördes i nyklassicistisk stil mellan 1823 och 1830 efter ritningar av arkitekten Étienne-Hippolyte Godde, stadsbyggmästare i Paris. 
Den första Notre-Dame-de-Bonne-Nouvelle uppfördes år 1551. Den förstördes under belägringen av Paris 1591. En andra kyrka invigdes av Anna av Österrike år 1628. Den andra Notre-Dame-de-Bonne-Nouvelle blev skadad under franska revolutionen. Den skadade kyrkan revs och en tredje kyrka invigdes 1823. 
Kyrkan består av ett treskeppigt långhus fördelat på fem travéer. Det med tunnvalv täckta mittskeppet leder fram till en halvcirkelformat absid vilken övertäcks av ett hjälmvalv. Rundbågar vilande på doriska kolonner bildar arkader som skiljer huvudskeppet från de båda sidoskeppen som leder ut till tolv mindre sidokapell. Till kyrkorummets utsmyckning bidrog bland andra konstnären Alexandre-Denis Abel de Pujol.